# Північна провінція Хванхе
Півні́чна прові́нція Хванхе́ (кор. 黄海北道, 황해북도, Хванхе-пукто) — провінція Корейської Народної Демократичної Республіки. 
Розташована на заході Корейського півострова, на півдні Республіки. Утворена 1949 року на основі східної частини історичної провінції Хванхе. 
Адміністративний центр — місто Сарівон. Скорочена назва — Хванхе-Північ (кор. 黄北, 황북, Хванпук).